# Franc-archer
Les francs-archers sont des soldats roturiers créés par l'ordonnance de Montils-lès-Tours du 28 avril 1448 édictée par le roi de France Charles VII.
Soldats de complément à l'Ost et aux compagnies d'ordonnance, les francs-archers sont mobilisables à tout moment quand la situation militaire l'exige. Astreints à plusieurs entraînements annuels, ils bénéficient en contrepartie de l'exemption de la taille à l'origine du nom de « franc ». Le nombre de soldats recrutés est déterminée en proportion de la population de chaque paroisse du royaume, représentant à leur apogée jusqu'à 2% de la population du royaume de France pour un contingent d'approximativement 16 000 hommes.
Les francs-archers furent efficaces durant la dernière phase de la guerre de Cent Ans et durant la Ligue du bien public (1465). Toutefois lors de la guerre de Succession de Bourgogne ils furent considérés par le roi Louis XI comme les principaux responsables de la défaite de la bataille de Guinegatte et dissous peu après en 1480.

## Origine
Plusieurs facteurs sont à l'origine de la création des francs-archers :
Tout d'abord, au cours de la guerre de Cent Ans, les batailles de Crécy et d'Azincourt avaient montré l'insuffisance de l'archerie française face aux arcs longs anglais.
Les périodes de trêves militaires dans la guerre de Cent Ans sont par ailleurs marquées par les exactions des Écorcheurs dans le royaume. Ces derniers sont d'anciens mercenaires du roi sans soldes vivant sur le pays par les pillages.
Pour corriger ces deux problèmes, le roi Charles VII promulgue la création de la milice des franc-archers par l'ordonnance du 28 avril 1448, rédigée à Montils-lez-Tours. Celle-ci dispose que chaque paroisse ou groupe de cinquante ou quatre-vingts feux doit pouvoir fournir un homme équipé qui doit s'entraîner chaque dimanche au tir à l'arc et participer aux montres d'armes. La taille personnelle étant justifiée par la non-participation des roturiers à l'activité militaire, ces archers occasionnels en sont dispensés, ainsi que de certaines charges, d'où leur nom de francs-archers. Il reçoit, en outre, 4 francs de paye par mois de service effectif.
Le modèle des « francs archiers » royaux fut probablement pris sur la milice d'archers que les ducs de Bretagne levaient, par paroisse, depuis 1425.
Le but est de créer un corps de réserve à l'échelle du pays afin de compléter l'armée royale qui se base sur les Compagnies d'Ordonnance instaurées trois ans auparavant et sans recourir à des mercenaires face aux pillages provoqués par les Écorcheurs. L'apport, estimé à 8 000 soldats, est loin d'être négligeable. Cela dit, les franc-archers sont mobilisés à l'échelle de la province, non du royaume, afin de rejoindre rapidement l'armée.

## Historique
Infanterie de trait moins prestigieuse que les soldats d'ordonnance montés, les francs-archers sont recrutés parmi les notables roturiers au sein de chaque paroisse, y compris dans les villes qui entretiennent leur propre milice urbaine (les franc-archers d'Aurillac s'entraînent avec les arbalétriers de la ville). Le franc-archer des paroisses rurales, lui, ressemble probablement à certains gardes champêtres du XXe siècle.[source détournée]
À partir de 1451, ils sont encadrés par des capitaines permanents qui ont pour mission de les passer en revue deux ou trois fois par an en temps de paix et de les mener au combat en temps de guerre. C'est ainsi que les francs-archers participent et se comportent bien aux derniers combats de la guerre de Cent Ans, notamment à la bataille de Formigny en 1450 et à la bataille de Castillon en 1453 où nombre d'entre eux perdent la vie. En 1466, soit peu après la Ligue du Bien public, le roi Louis XI double leurs effectifs afin de disposer d'une infanterie en masse. Il est fort probable que la bataille de Montlhéry et le désastreux traité de Conflans, en 1465, participent à lancer la réforme des franc-archers.
Chacun de ces corps correspond à un quartier du royaume et se subdivise en 8 bandes de 400 à 500 hommes commandées par des capitaines. L'un de ces capitaines a autorité sur les sept autres et porte le titre de capitaine-général. La chambrée est l'unité de base, elle réunit des voisins qui ont l'habitude de s'entrainer ensemble. Suivent la dizaine, quinzaine, soixantaine puis la centaine. L'encadrement se fait par des membres de la petite noblesse.
Parmi les capitaines-généraux on peut citer :
- Aymar de Puysieu dit Cadorat, bailli de Mantes, capitaine-général des francs-archers du Nord-Ouest de la France.
- Pierre Aubert de La Grange, bailli de Melun, capitaine-général des francs-archers du Nord-Est de la France.
- Rauffet de Balzac, sénéchal de Beaucaire capitaine-général des francs-archers du Sud-Est de la France.
- Pierre Comberel de Lisle, capitaine-général des francs-archers du Sud-Ouest de la France.

Malgré les mesures prises par le pouvoir royal, les franc-archers ont mauvaise presse: comme le dit Brantôme « ce n'estoit la plupart que marauts, belîtres, mal armèz, mal complexionnèz, fainéants, pilleurs et mangeurs de peuple ». Louis XI n'en put tirer qu'un très faible parti durant les guerres contre les ducs de Bretagne et de Bourgogne durant lesquelles ils se montrent peu efficaces, comme aux sièges de Nesle, de Roye et de Beauvais en 1472. L'inefficacité des francs-archers apparut surtout à la bataille de Guinegatte ; l'historien Philippe Contamine leur y fait porter l'essentiel de la responsabilité de la défaite française.
À la suite de ces campagnes, l'institution des francs-archers fut abolie par Louis XI en 1481 pour être remplacés par une infanterie permanente organisée sur le modèle suisse, connues sous le nom de bandes françaises ou bandes de Picardie.
Ces hommes de pied du Moyen Âge avaient eu un grand nombre de sobriquets comme rustres, péons, ribauds, bidaux, pétaux, taupins, piquichins,.
En 1523, les francs-archers seront toutefois rappelés dans les armées par François Ier. En 1534, ils subissent une métamorphose et deviennent les légionnaires.

## Équipement

### De 1448 à 1465
L'acte fondateur de 1448 décrit l'équipement requis par archer, aux frais de la paroisse:
- Une salade
- Un jaque ou une brigandine
- Un arc long avec une trousse (carquois souple) ou une arbalète garnie
- Une dague et une épée

Rapidement, les villes qui regroupent plusieurs paroisses prennent en compte les dépenses de leurs franc-archers. La comptabilité de certaines villes permet de rendre compte de la diversité de l'équipement. Ainsi chaque franc-archers d'Aurillac a une arbalète à poulies, une salade sans visière (sauf l'un d'entre eux), un jaque et un hoqueton (rouge, vert et blanc à croix brodée "Auvergne"). Ceux de Montferrand ont un hoqueton de cuir qu'ils mettent entre le pourpoint et la brigandine, ainsi qu'un autre hoqueton en étoffe sur lequel figure une croix blanche, et portent aussi une arbalète comme c'est fréquent dans le sud du royaume. Les franc-archers de Compiègne portent un gorgerin de mailles qui protège le cou, les archers ont un jaque de futaine et de toile tandis que les quelques arbalétriers sont équipés comme leurs homologues auvergnats.

### De 1466 à 1475
Les réformes de Louis XI profitent du doublement des effectifs pour recruter des coutiliers ou des piquiers bon marché. Selon les instructions d'Aymar Cadorat tous doivent remplacer leur brigandine usagée par un jaque de 25 à 30 toiles (dont plusieurs de cuir) et porter un pourpoint sans manches pour ne pas être gêné.
- L'archer est censé avoir une salade sans visière, un arc avec trousse, une dague à rouelles, une épée bâtarde et une bocle si besoin.
- L'arbalétrier doit avoir une salade à visière, une arbalète à poulies avec un carquois contenant 18 carreaux et une épée courte portée à l'arrière. pour ne pas les gêner lors du tir à genoux.
- Les vougiers disposent d'une salade à visière et de gantelets mais ils n'ont qu'une dague longue.
- Les piquiers sont équipés de la même manière mis à part qu'ils ont une lance en guise d'arme d'hast et une épée à la place de la dague.

Là encore la comptabilité nous renseigne beaucoup sur les détails de l'équipement. Les archers de Compiègne ont des brassards de tir, l'officier aurait une bavière et tous portent une jupe de mailles en plus de ce qui a déjà été dit. Parmi ceux de Lyon, les demi-lanciers ont des gantelets tandis que les vougiers ont des mitons, tous portent une brigandine et une salade avec un gorgerin de mailles; leur officier porte un corset de métal. Ceux d'Aurillac, Saint-Pourçain et Montferrand ont tous des brigandines.

### Après 1475
L'armement s'alourdit pour les porteurs d'armes d'hast avec un nombre croissant de cuirasses et d'armes à feu. Certains franc-archers continuent d'être entretenus pour assurer la défense de la ville comme à Compiègne. Lors du regain d'activité sous François Ier, leur équipement est similaire aux autres fantassins.